# Mario Brunello
Mario Brunello (Castelfranco Veneto, 21 ottobre 1960) è un violoncellista italiano.

## Biografia
Ha studiato al Conservatorio di Venezia con Adriano Vendramelli e Antonio Janigro. Nel 1986 ha vinto il primo premio al Concorso internazionale Čajkovskij di Mosca, nella categoria dedicata al violoncello.
Si è esibito nelle maggiori sale da concerto del mondo, diretto da nomi di grande prestigio, quali Claudio Abbado, Chung Myung-whun, Valery Gergiev, Carlo Maria Giulini, Eliahu Inbal, Marek Janowski, Riccardo Muti, Zubin Mehta e Seiji Ozawa.
È molto attivo in formazioni cameristiche ed ha collaborato con solisti come i pianisti Massimo Somenzi ed Andrea Lucchesini, i violinisti Gidon Kremer, Salvatore Accardo e Frank Peter Zimmermann.
Ha partecipato a festival jazz con Vinicio Capossela (con il quale collabora tuttora), Claudio Fasoli, Uri Caine e Gian Maria Testa e ha realizzato spettacoli teatrali con Maddalena Crippa e Marco Paolini e un progetto visionario dedicato a Bach (Pensavo fosse Bach, prodotto da Musicamorfosi).
È il fondatore e direttore dell'Orchestra d'archi italiana. È docente presso i corsi estivi di perfezionamento dell'Accademia Chigiana di Siena ed è Accademico di Santa Cecilia.
Ha un repertorio molto vasto, che spazia dalla musica barocca e Bach (di cui ha inciso tra 1993 e 1994 le sei Sei suites per violoncello solo BWV 1007 - 1012 nell'Auditorium del Conservatorio di Torino) alla musica contemporanea e ad incursioni nel jazz. Suona un violoncello Maggini del Seicento, appartenuto a Benedetto Mazzacurati e successivamente a Franco Rossi, violoncellista del Quartetto Italiano.
Dal 2008 è il direttore artistico del Concorso Internazionale per Quartetto d'Archi "Premio Paolo Borciani" di Reggio Emilia.
A Castelfranco Veneto, sua città natale, tiene concerti, corsi e masterclass al Capannone Antiruggine, un'antica fabbrica dove si lavorava il ferro, riadibita a sala da concerto: sul progetto, le registe Patricia Barbetti e Roberta Pedrini hanno realizzato il documentario "In alto con la musica" per la Radiotelevisione Svizzera.
Ha preso parte, fin dalla prima edizione, alla manifestazione I Suoni delle Dolomiti, che ogni anno porta in quota la musica colta in generale.

## Discografia
- 1993 – Mario Brunello, I Solisti di Zagabria, Franz Joseph Haydn - I concerti per violoncello e orchestra, CD (x1), Erresse, Italia
- 1995 – Mario Brunello, Johann Sebastian Bach - Sei suites per violoncello solo, CD (doppio), Amadeus AMS 22-23, Italia, Registrato dal vivo al Conservatorio di Torino gennaio/aprile 1993 e 9 dicembre 1994
- 1998 – Mario Brunello, Andrea Lucchesini, Ludwig van Beethoven - Complete works for cello & piano, CD (doppio), Agorà Musica, Italia, Registrato a Palazzo Giusti (Padova) maggio 21-26 1996
- 1999 – Mario Brunello, Andrea Lucchesini, Chopin, Schumann, Brahms, CD (x1), Accademia Musicale Chigiana, Italia, Registrato al Teatro dei Rozzi (Siena) il 9-11 agosto e il 16-18 settembre 1999
- 2004 – Mario Brunello, Violoncello And, CD (x1), Egea Records SCA146, Italia, Brunello Series, Registrato nella Chiesa Monastica del Monastero di Bose[3]
- 2008 – Mario Brunello, orchestra d'archi italiana - Odusia SCA138, Italia, Brunello series, Registrato nell'Auditorium di Santa Cecilia - Perugia[4]
- 2009 – Mario Brunello, J.S. Bach - Sei suites a violoncello solo senza basso, CD (triplo), Egea Records SCA156, Italia, Brunello Series, Registrato nell'Auditorium di Santa Cecilia - Perugia[5]
- 2009 – Mario Brunello, Andrea Lucchesini, Lekeu - Schubert, CD (x1), Egea Records SCA148, Italia, Brunello series[6]
- 2009 – Mario Brunello, A. Vivaldi - Concerti per violoncello, CD (x1), Egea Records SCA147, Italia, Brunello series[7]